# The Cure
The Cure (произношение [ðə kjʊə(r)]) — английская рок-группа, образованная в Кроли (графство Западный Суссекс, Англия) в 1976 году. За время существования состав группы неоднократно менялся, её единственным постоянным участником остаётся фронтмен, вокалист, гитарист и автор песен Роберт Смит. Группа возникла в конце 1970-х годов, во время бума постпанка и новой волны, пришедших в Великобритании на смену панк-року. Её дебютом стали сингл «Killing an Arab» и альбом Three Imaginary Boys (1979). В начале 1980-х годов, начиная с альбома Seventeen Seconds, The Cure начали записывать нигилистические, мрачные и наполненные трагизмом работы, которые сыграли важную роль в формировании готической музыки и субкультуры.
После выпуска Pornography (1982) дальнейшее существование группы было под вопросом, и Смит решил изменить её имидж. Начиная с сингла «Let’s Go to Bed» (1982) The Cure всё чаще стали записывать лёгкие, ориентированные на поп-сцену песни. B конце 1980-х годов благодаря серии удачных альбомов популярность The Cure росла, в том числе в США, где синглы «Lovesong», «Just Like Heaven» и «Friday I’m in Love» попали в Billboard Hot 100. К началу 1990-х годов The Cure стали одной из самых популярных групп в жанре альтернативного рока. По состоянию на 2004 год суммарные продажи всех альбомов составляли 27 миллионов копий.
The Cure выпустили 14 студийных альбомов, последний из которых, Songs of a Lost World, после шестнадцатилетнего перерыва вышел в 2024 году. 29 марта 2019 года в Нью-Йорке состоялась церемония включения музыкантов группы в Зал славы рок-н-ролла.

## История

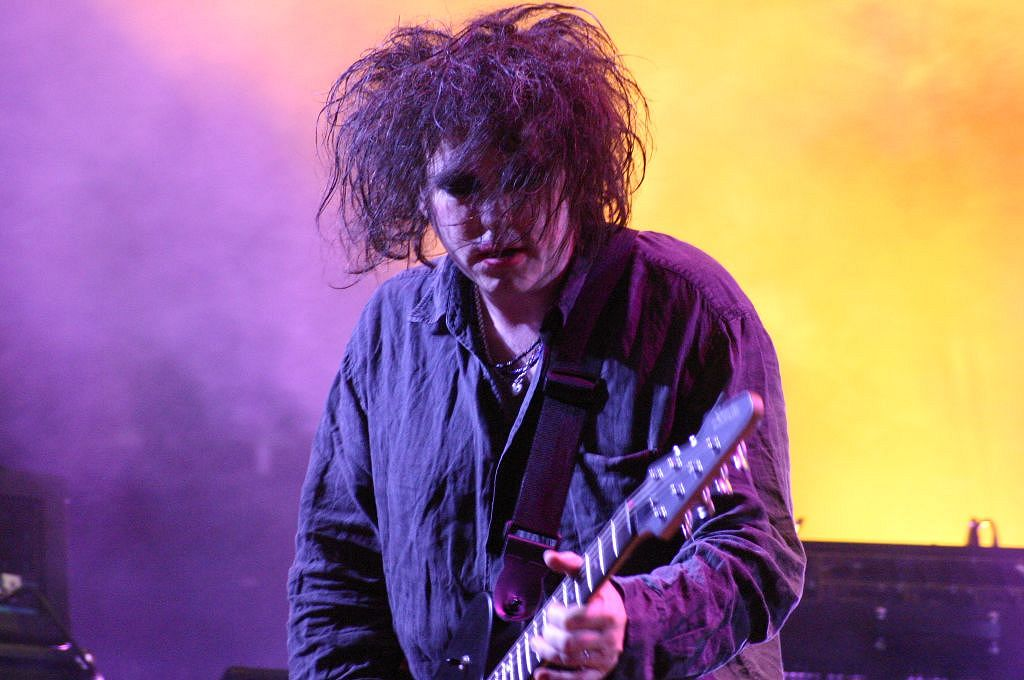
Роберт Смит

### Образование группы и ранние годы (1973—1979)
Предшественником The Cure была группа The Obelisk, созданная учениками средней школы Нотр-Дам в английском городе Кроли (англ. Crawley, Западный Суссекс, Англия). Единственное её выступление состоялось в апреле 1973 года. Тогда группа состояла из Роберта Смита (пианино), Майкла Демпси (гитара), Лола Толхерста (ударные), Марка Секкано (соло-гитара) и Алана Хилла (бас-гитара). В январе 1976 года Секкано основал группу Malice, в которую входили Смит, Демпси и ещё два одноклассника из католической школы Сент-Уилфрид. Секкано вскоре покинул Malice и основал команду Amulet, игравшую в стиле джаз-фьюжн. Вдохновлённые панк-роком, захватившим в то время Великобританию, оставшиеся музыканты Malice в январе 1977 года стали известны как Easy Cure. К этому времени в их состав влились барабанщик Лоуренс Толхерст и соло-гитарист Порл Томпсон. После нескольких неудачных попыток найти достойного кандидата на роль вокалиста Смит в сентябре 1977 года сам стал фронтменом.
Примерно в эти же годы Easy Cure победили в конкурсе талантов немецкого лейбла Hansa Records и получили право заключить контракт со студией. Музыканты записали для лейбла несколько песен, но ни одна из них так и не была издана. Из-за разногласий с руководством студии контракт был разорван в марте 1978 года. Годы спустя Смит заявил в интервью: «Мы были очень молоды. Боссы студии хотели сделать из нас поп-группу и просили записывать аранжировки на известные хиты, но нам это не было интересно». Томпсон ушёл из группы в мае, а оставшееся трио (Смит, Толхерст и Демпси) взяло название The Cure, которое предложил Роберт. В том же месяце группа провела свои первые студийные сессии в качестве трио и разослала демозапись десяткам крупных звукозаписывающих лейблов. Это принесло свои плоды: в сентябре 1978 года скаут (разведчик) рекорд-лейбла Polydor Records Крис Перри пригласил молодых артистов в новую студию Fiction Records, отпочковавшуюся от Polydor. Однако Fiction не была полностью обустроена и готова к работе, поэтому The Cure в декабре 1978 года выпустили свой дебютный сингл «Killing an Arab» на маленьком лейбле Small Wonder Label. Ранее The Cure сыграли эту песню в эфире передачи влиятельного диджея Джона Пила. Из-за провокационного названия «Killing an Arab» получил смешанные оценки. Группу обвиняли в расизме, но на самом деле песня была написана под вдохновением от повести французского писателя Альбера Камю «Посторонний». Во время издания сингла на Fiction в 1979 году группе пришлось поместить на обложку сингла надпись, отрицающую какие-либо расистские коннотации. Ранняя статья NME о группе называла The Cure «глотком свежего пригородного воздуха в атмосфере столичной копоти и грязи».
The Cure выпустили в свет свой дебютный альбом Three Imaginary Boys в мае 1979 года. В него вошли песни, написанные Смитом за предыдущие два или три года. По воспоминаниям Смита, альбом был записан в лондонской Morgan Studios за три ночи на оборудовании, на котором днём записывались The Jam. Ввиду малого опыта группы в студийной работе Перри и звукорежиссёр Майк Хеджес полностью контролировали ход записи. Музыканты, особенно Смит, были не слишком довольны своим дебютом. В интервью 1987 года Роберт сказал: «Поверхностная работа — она мне не нравилась даже во время записи. Было много замечаний, что альбом звучит слишком примитивно, и я думаю, что они оказались оправданными. Даже когда мы закончили его, я всё ещё хотел внести определённые изменения».

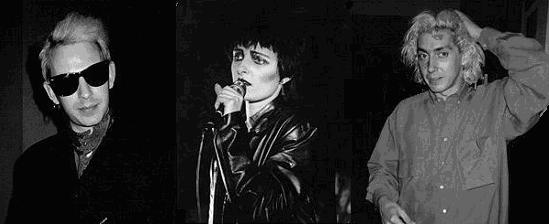
Стивен Северин, Сьюзи Сью, Баджи с которыми Роберт Смит играл в Siouxsie and the Banshees в качестве гитариста в 1979 году, затем с 1982 по 1984 год.

 Второй сингл «Boys Don’t Cry» вышел в июне. После этого в качестве разогревающей группы The Cure отправились в турне с Siouxsie and the Banshees по случаю выхода у последних альбома Join Hands. Тур продолжался с августа по октябрь и охватил Англию, Северную Ирландию и Уэльс. В ходе тура Смиту приходилось каждый вечер выступать в составе сразу двух групп, так как гитарист The Banshees Джон Маккей покинул группу. Этот опыт очень сильно повлиял на Роберта: «В первую ночь выступления с The Banshees я был потрясён тем, насколько хорошо я могу играть подобную музыку. Она так отличалась от музыки The Cure. До этого момента я хотел, чтобы мы играли что-то вроде Buzzcocks, Элвиса Костелло или припанкованных The Beatles. Будучи одним из Banshee, я полностью поменял свои взгляды».
Третий по счёту сингл «Jumping Someone Else’s Train» вышел в свет в октябре 1979 года. Чуть позже Демпси был уволен из группы из-за неприятия материала, который Смит предоставил для записи нового альбома. Демпси стал участником группы Associates, а к The Cure присоединились Саймон Гэллап (бас-гитара) и Мэтью Хартли (клавишные) из коллектива The Magspies. The Cure, The Passions и The Associates на разогреве — все три группы имели контракты с Fiction Records — в ноябре-декабре 1979 года провели Future Pastimes Tour по Англии. The Cure изменившимся составом исполняли и несколько песен из грядущего альбома. Одновременно с этим Смит, Толхерст, Демпси, Гэллап, Хартли и Томпсон, их друзья и родственники на бэк-вокале и местный почтальон Фрэнки Белл в качестве основного вокалиста выпустили виниловый сингл «I’m a Cult Hero» под вымышленным именем Cult Hero.

### Готический период в творчестве (1980—1982)

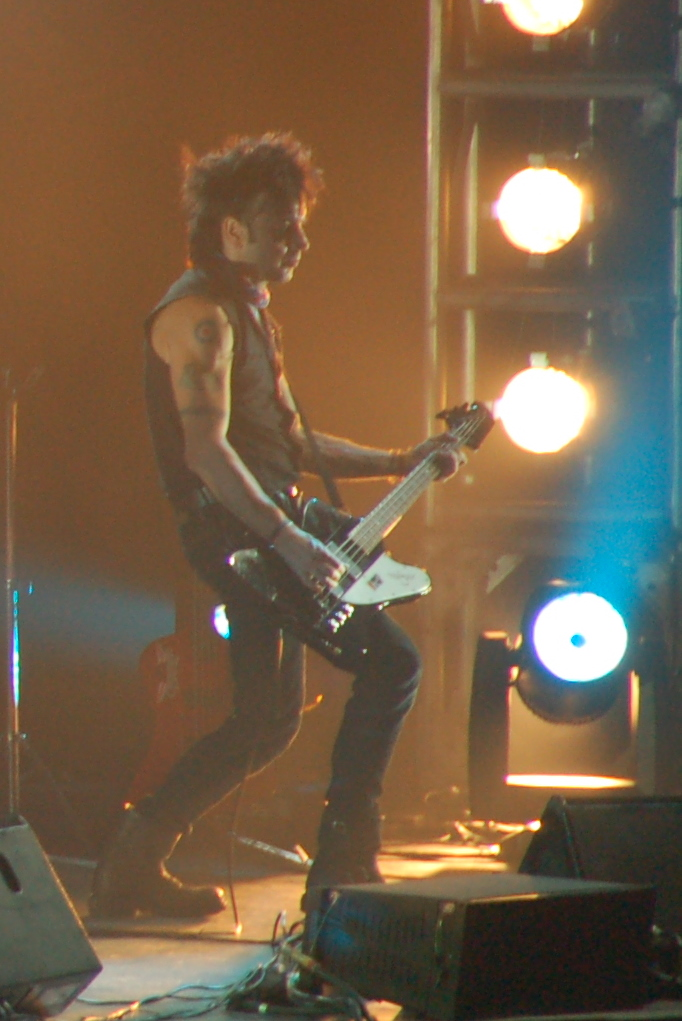
Саймон Гэллап

Поскольку при сведении первой пластинки группа не полностью контролировала процесс записи, Смит более внимательно подошёл к записи второго альбома Seventeen Seconds, который он продюсировал в тандеме с Майком Хеджесом. Seventeen Seconds был выпущен в 1980 году и достиг 20-й позиции в официальном британском чарте. Альбомный сингл «A Forest» стал первым хитом группы, заняв 31-ю позицию в национальном чарте. На новой пластинке The Cure отошли от поп-настроения первого альбома: сюжеты песен пессимистичны либо совсем безысходны. Хеджес назвал новую запись «мрачной, атмосферной и совсем отличной от Three Imaginary Boys». В рецензии на альбом журналист NME отметил: «Кажется невероятным, что такая молодая группа как The Cure преодолела такое расстояние за столь короткий промежуток времени». В то же время Смит болезненно воспринял созданную в прессе концепцию «анти-имиджа» группы. Роберт публично заявлял, что уже сыт по горло намёками на «анти-имидж», который приписывали группе, считая, что она таким образом продуманно маскирует простоту своего творчества. По его словам, «мы должны были отторгнуть от себя этот анти-имидж, который мы никогда не создавали. Такое ощущение, что мы старались быть какими-то непонятными. Мы просто не любим штампы в рок-музыке. Но всё это вышло из-под контроля». В том же году Three Imaginary Boys был выпущен на американский рынок под названием Boys Don’t Cry. Альбом сменил обложку, и в него были добавлены вышедшие в 1979 году синглы. The Cure отправились в своё первое мировое турне в поддержку новых релизов. После тура Мэтью Хартли покинул группу. «Я пришел к выводу, что группа двигалась в сторону мрачной суицидальной музыки, а это не совсем то, что меня интересует», — говорил он.
Группа вместе с Майком Хеджесом собралась для работы над своим третьим альбомом Faith (1981), который продолжал тему страданий, начатую Seventeen Seconds. Альбом достиг 14-й позиции в британском чарте. На кассетах также присутствовал инструментальный саундтрек к фильму Carnage Visors. Эта анимационная работа показывалась перед началом выступлений группы во время Picture Tour 1981 года. В самом конце того же года был выпущен сингл «Charlotte Sometimes», не вошедший в альбом. В этот период настроение альбомов передавалось самим музыкантам: The Cure отказывались исполнять ранние песни, а иногда Смит, вошедший в образ, покидал сцену после концерта весь в слезах.
В 1982 году The Cure записали и выпустили альбом Pornography, который закрепил за группой статус лидеров формировавшейся сцены готического рока. Смит признался, что во время работы в студии он «переживал серьёзный эмоциональный стресс. Но это не имело никакого отношения к группе, просто я перешёл на новую ступень, я вырос, и изменились взгляды на жизнь. Думаю, я подошёл к записи, находясь на самом дне. Оглядываясь назад и выслушивая мнения людей, окружавших меня, я понимаю, что был скорее чудовищем в обличии человека». Гэллап так вспоминал об альбоме: «Нас захватил нигилизм […] Мы пели: „Совсем неважно, если мы все умрём“ — и ведь мы в самом деле так думали тогда». Крис Перри был обеспокоен тем, что в альбоме не было хита для радио, и попросил Смита и продюсера Фила Торнелли подготовить песню «The Hanging Garden» для выпуска в формате сингла. Несмотря на совсем не мейнстримовое звучание пластинки, Pornography тем не менее стал первой работой группы, попавшей в топ-10 британского чарта, достигнув восьмого номера. В поддержку альбома стартовал тур Fourteen Explicit Moments, во время которого группа впервые начала выходить на сцену в своём классическом образе — с массивными прическами и обильным количеством размазанной губной помады на лице. Во время турне произошло несколько инцидентов (в том числе драка с Робертом), которые подтолкнули Саймона Гэллапа к уходу из группы. Гэллап и Смит не разговаривали в течение восемнадцати месяцев после ссоры.

### Нарастающий коммерческий успех (1983—1988)
Уход Гэллапа из группы и сотрудничество Смита с Siouxsie and the Banshees породили слухи о распаде The Cure. В декабре 1982 года Роберт заметил в интервью изданию Melody Maker: «Продолжит ли The Cure своё существование? Я постоянно задаю себе этот вопрос […] я не думаю, что смогу и дальше работать в том же формате. Что бы ни случилось, я, Лоуренс и Саймон никогда не будем вместе. Я в этом уверен».
Перри был очень заинтересован в сохранении самой доходной группы своего лейбла. Он пришёл к выводу, что The Cure нужно сменить музыкальный стиль. Перри настойчиво доносил свою мысль до Смита и Толхерста; по его словам, «эти слова в основном предназначались Смиту, который хотел покончить с The Cure в любом случае». С Толхерстом, переквалифицировавшимся в клавишника, дуэт в конце 1982 года записал сингл «Let’s Go to Bed». Хотя Смит рассматривал сингл как проходную и «глупую» песню для прессы, сингл достиг определённого успеха и занял 44-ю позицию в чарте Великобритании. Затем, уже в 1983 году, последовали два более успешных сингла: синтезаторный «The Walk» в духе New Order (12 место в чарте) и основанный на джазовых мелодиях «The Lovecats». Последний стал первым синглом, попавшим в десятку британского чарта, он поднялся на седьмую позицию. К Рождеству эти синглы и би-сайды к ним были изданы как сборник Japanese Whispers, который планировался для продажи только в Японии, но рекорд-компания приняла решение выпустить его по всему миру. Смит в 1983 году делил время между The Cure и Siouxsie and the Banshees, где был гитаристом в альбоме Hyæna и в туре, записи из которого были позже изданы как концертный альбом Nocturne. С басистом The Banshees Стивом Северином Смит основал проект The Glove, который записал единственный альбом Blue Sunshine. В это же время Толхерст продюсировал первые два сингла и дебютный альбом группы And Also the Trees.

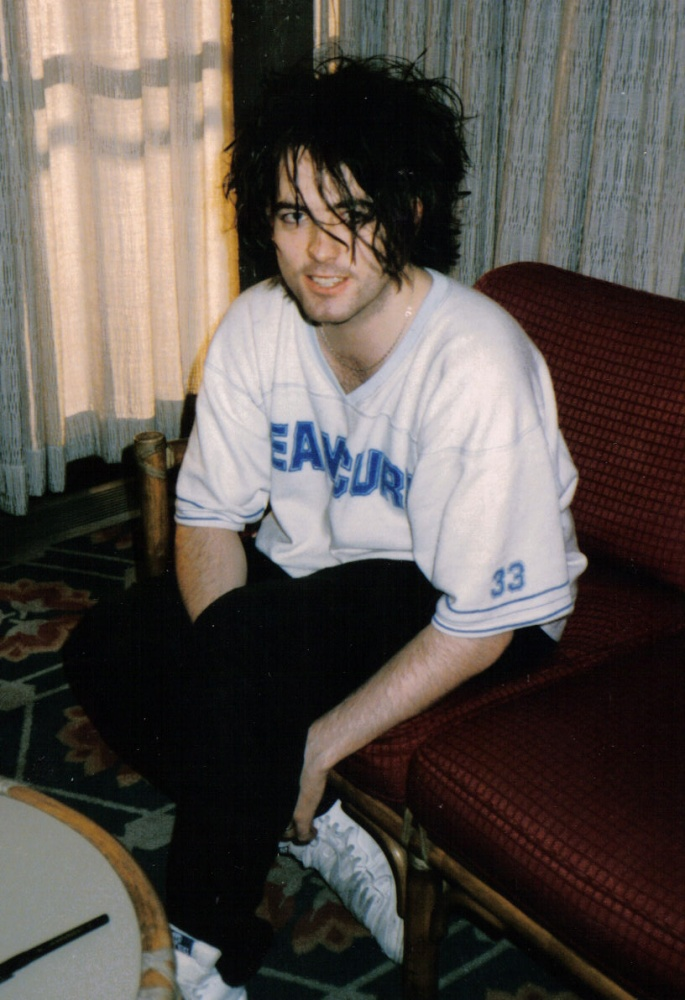
Роберт Смит в 1985 году

В 1984 году The Cure издали альбом The Top, в котором чётко прослеживается влияние психоделического рока. По словам Смита, альбом записывался им под давлением контрактных обязательств перед лейблом, и в нём лидер The Cure подошёл ближе всего к тому, чтобы сделать сольный альбом. Роберт сыграл на всех инструментах, кроме ударных, которые занял Энди Андерсон, и саксофона, на котором играл возвратившийся в группу Порл Томпсон. Альбом вошёл в десятку лучших в Великобритании и стал первой работой The Cure, которая попала в национальный чарт США Billboard 200, достигнув 180-го места. Melody Maker похвалил альбом, назвав его «психоделией, не имеющей возраста». The Cure в составе Смита, Томпсона, Андерсена и игравшего на бас-гитаре продюсера Фила Торнелли отправились в мировой тур Top Tour. По результатам этого тура был выпущен первый концертный альбом Concert: The Cure Live. Ещё до турне Энди Андерсен был уволен из группы за погром, устроенный им в комнате отеля. За ударную установку был приглашен Борис Уильямс. Филипп Торнелли также покинул группу, но уже из-за усталости и постоянных переездов. Место басиста недолго было вакантно, так как техник The Cure Гэри Биддлз смог помирить Смита и Гэллапа, который в то время играл в группе Fools Dance. Роберт был в восторге от возвращения Саймона. В интервью Melody Maker он заявил: «Мы опять стали группой».
В 1985 году в новом составе группа выпустила альбом The Head on the Door. На этой пластинке музыканты соединили оптимистичные и пессимистичные мотивы, из которых во всех предыдущих работах преобладало что-то одно. Альбом достиг седьмого номера в Великобритании и впервые для The Cure попал в топ-75 в США, заняв 59-ю позицию. Международный успех сопутствовал и двум синглам из альбома: «In Between Days» и «Close to Me». В 1986 году, после мирового тура в поддержку альбома, The Cure издали сборник синглов Standing on a Beach в трёх форматах, каждый — с отличавшимся трек-листом. На сборнике были, в частности, переизданы «Boys Don’t Cry» (в новой версии), «Let’s Go to Bed» и «Charlotte Sometimes». Сборник попал в топ-50 в США. Также был выпущен сборник Staring at the Sea, содержавший подборку видеоклипов на композиции с основной компиляции. Турне, которое прошло в поддержку сборника, стало основой для нового концертного альбома The Cure in Orange, записанного во Франции. В этот период The Cure стала очень популярной группой в Европе, в частности, в странах Бенилюкса, Франции и Германии, и заставила говорить о себе в США.
В 1987 году The Cure выпустили первый альбом из «большой тройки» Kiss Me, Kiss Me, Kiss Me, занявший шестое и тридцать пятое места в Великобритании и США соответственно. Успех первого сингла «Why Can’t I Be You?» был закреплён третьим синглом «Just Like Heaven», который попал в Billboard Top 40 и стал одной из самых известных и значимых работ группы. После выхода альбома The Cure отправились в Kissing Tour, во время которого у Толхерста появились проблемы с алкоголем, и он вскоре понял, что не в состоянии полноценно выступать на концертах. На его место был приглашён Роджер О’Доннелл. В 1988 году The Cure издали The Peel Sessions — запись выступления тогда ещё начинающей группы на радио у Джона Пила в декабре 1978 года.

### Disintegrationи мировой успех (1989—2003)

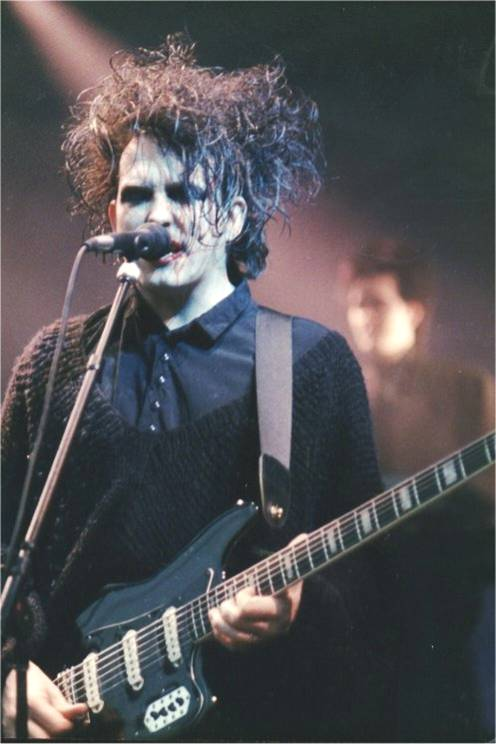
Роберт Смит выступает вместе с The Cure в ходе тура Prayer в 1989 году

В 1989 году в свет вышел альбом Disintegration. Пластинка отдавала мрачной атмосферой готического саунда в традициях Faith и Pornography. Три сингла из альбома попали в топ-30 в Великобритании и Германии («Lullaby», «Lovesong» и «Pictures of You»), а сам альбом дебютировал на третьей позиции в национальном чарте Великобритании и добрался до 12 позиции в Billboard 200. «Fascination Street», первый сингл, выпущенный только на территории Америки, достиг первой позиции в чарте Hot Modern Rock Tracks, но этот успех довольно быстро затмило другое достижение — третий сингл «Lovesong» занял вторую позицию в Billboard Hot 100, став единственной песней The Cure, попадавшей в топ-10 синглов в США.
Во время записи Disintegration группа поставила Смиту ультиматум — либо уходит Лол Толхерст, либо остальные музыканты. В феврале 1989 года уход Толхерста из группы был официально подтверждён в СМИ. Таким образом Роджер О’Доннелл стал полноправным членом The Cure, а Смит остался единственным музыкантом, который был в группе с момента основания. Смит утверждал, что Толхерст перестал прикладывать достаточно усилий и злоупотреблял алкоголем. Поскольку Лоуренс значился в составе группы во время записи Disintegration, то был упомянут в буклете к альбому как человек, игравший на «других инструментах», хотя доподлинно известно, что в создании пластинки он абсолютно никак не участвовал. The Cure также отправились в масштабное турне Prayer Tour, которое прошло с огромным успехом.
В мае 1990 года Роджер О’Доннелл покинул группу, и место клавишника занял Перри Бэмоунт. В ноябре The Cure выпустили сборник ремиксов Mixed Up. Альбом был прохладно встречен публикой и не достиг высоких позиций в чартах. Единственная новая песня «Never Enough» вышла и в формате сингла. В 1991 году The Cure выиграли BRIT Award в номинации «Лучшая британская группа». В том же году Толхерст подал в суд на Смита и Fiction Records, заявляя, что он является совладельцем имени «The Cure» вместе со Смитом. В 1994 году суд принял решение в пользу Смита. В 2000 году старые друзья помирились и Толхерст даже посетил некоторые концерты The Cure. Несмотря на продолжавшиеся судебные разбирательства, группа приступила к записи нового альбома. Альбом Wish занял первое место в Великобритании и второе в США. Синглы «High» и «Friday I’m in Love» стали международными хитами. Роберт Кристгау назвал лучшим в карьере группы. The Cure в очередной раз отправились в мировое турне Wish Tour с группой Cranes и выпустили по его результатам два концертных альбома. Концерт, изданный как Show, состоялся и был записан в сентябре 1993 года в пригороде Детройта Оберн-Хиллс, а октябрьский концерт в Париже был издан как Paris. В 1993 был опубликован мини-альбом Lost Wishes, составленный из инструментальных записей 1991-го, причём каждый трек был написан отдельным автором (Робертом, Порлом, Саймоном и Пэрри).

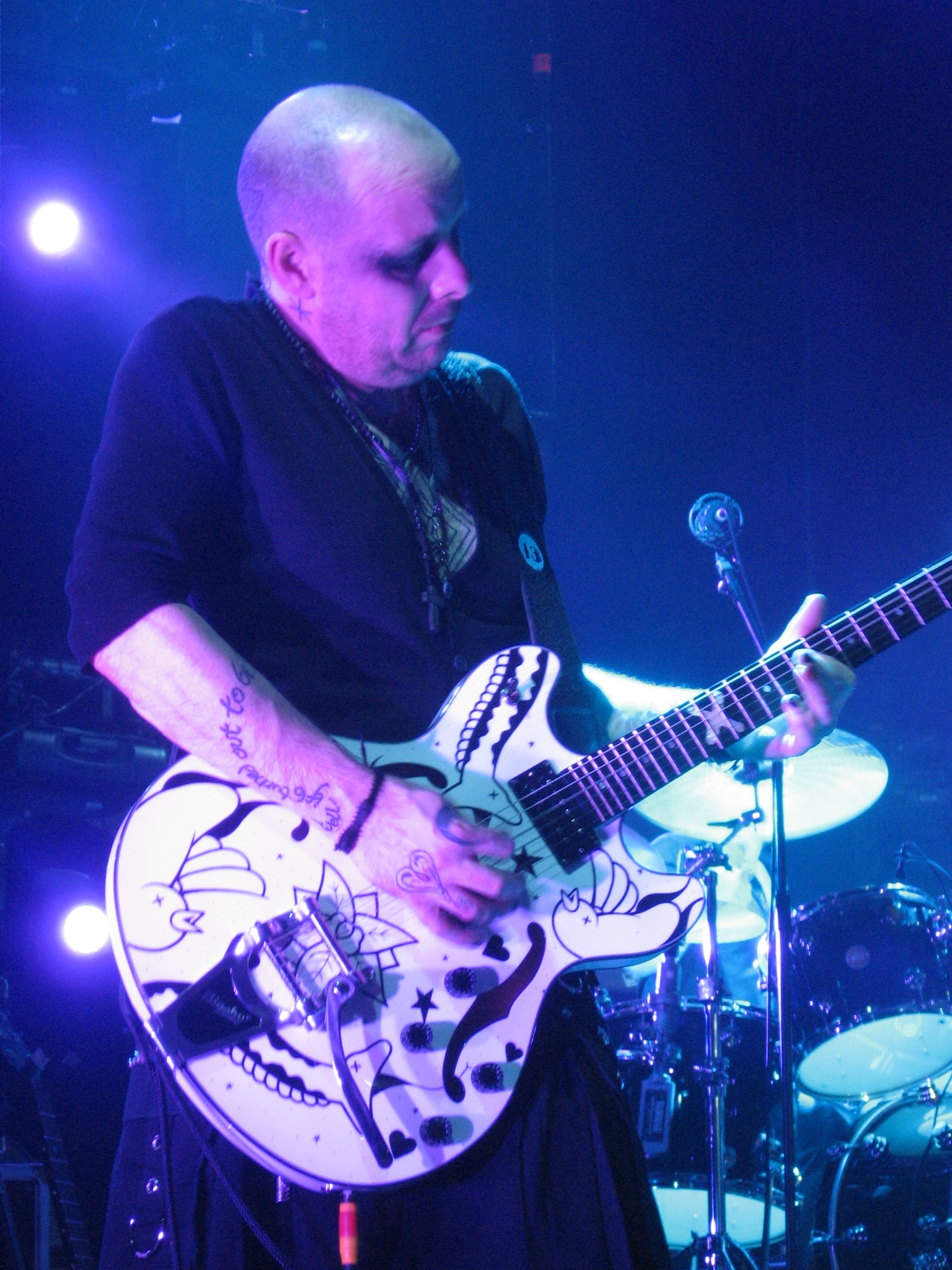
Порл Томпсон

В период между выпуском Wish и началом записи следующего альбома в группе вновь произошли изменения состава. Томпсон покинул группу, чтобы участвовать в концертах супергруппы Page and Plant, которая состояла из бывших участников группы Led Zeppelin Джимми Пейджа и Роберта Планта. Борис Уильямс также покинул группу, и на его место пришёл Джейсон Купер. Студийная работа над альбомом началась в 1994 году, когда группа состояла лишь из Смита и Бэмоунта. Чуть позже к ним присоединились Гэллап, у которого были проблемы со здоровьем, и Роджер О’Доннелл, которого попросили вернуться в группу в конце года. Хотя Смит в этот раз сочинял песни с прицелом на ротацию на радио, Wild Mood Swings, выпущенный в 1996 году, был прохладно встречен публикой и положил конец серии коммерчески успешных записей. Смит объяснял неудачу тем, что альбом вышел после долгого перерыва и кроме того был затянутым и включал разные по стилю песни. В начале года The Cure отыграли на нескольких фестивалях в Южной Америке, за которыми последовал мировой тур. В 1997 году в свет вышел второй по счёту после Standing on a Beach, сборник синглов Galore, в который вошли хиты группы в период с 1987 по 1997 год включительно и новый сингл «Wrong Number» с гитаристом Ривзом Гэбрелсом, многолетним сподвижником Дэвида Боуи. В 1998 году The Cure записали песню «More Than This» для саундтрека к фильму «Секретные материалы: Борьба за будущее» и кавер песни «World in My Eyes» группы Depeche Mode для трибьют-альбома For the Masses.
По контракту группа была обязана записать ещё один альбом. После коммерческих неудач Wild Mood Swings и Galore Смит считал, что дело идёт к распаду The Cure, и поэтому хотел сделать более серьёзный, глубокий альбом. Работа над Bloodflowers велась с 1998 года, релиз состоялся в 2000 году. По словам Смита, он стал последней частью импровизированной трилогии, в которой также значились Pornography и Disintegration. Группа также провела девятимесячный Dream Tour, концерты которого в общей сложности посетил один миллион человек. В 2001 году The Cure покинули Fiction и выпустили сборник Greatest Hits и DVD с лучшими клипами. В 2002 году группа была хедлайнером на двенадцати крупных летних фестивалях и отыграла три продолжительных концерта (один в Брюсселе и два в Берлине), на которых были полностью последовательно исполнены альбомы Pornography, Disintegration и Bloodflowers. Два концерта в Берлине стали основой для DVD The Cure: Trilogy, выпущенного в 2003 году.

### The Cure,4:13 Dreamи изменения в составе (2004—2016)
В 2003 году The Cure подписали контракт с Geffen Records. В 2004 году вышел бокс-сет Join the Dots: B-Sides and Rarities, 1978–2001 (The Fiction Years), состоящий из четырёх дисков. Этот сборник включал семьдесят песен, в том числе ранее не изданных, и 76-страничный буклет с историей группы и цветными фотографиями. Альбом поднялся на 106-ю позицию в американском чарте. В том же году группа издала на новом лейбле свой двенадцатый альбом, который назывался The Cure и был записан с новым продюсером Россом Робинсоном, ранее работавшим с Korn и Slipknot, что отразилось в утяжелённом звучании альбома. Альбом попал в топ-10 чартов по обе стороны Атлантики. В поддержку альбома группа отыграла хедлайнером на Coachella Valley Music and Arts Festival в мае. С 24 июля по 29 августа The Cure провели в США концертный тур Curiosa. На каждом концерте было оборудовано две сцены: на главной сцене играли The Cure, Interpol, The Rapture и Mogwai, а среди выступавших на второй сцене были Muse, Scarling, Мелисса Ауф дер Маур и Thursday. Curiosa стал одним из самых успешных летних фестивалей 2004 года в Америке. В том же году группа получила почётную награду MTV Icon и выступила на телевидении.

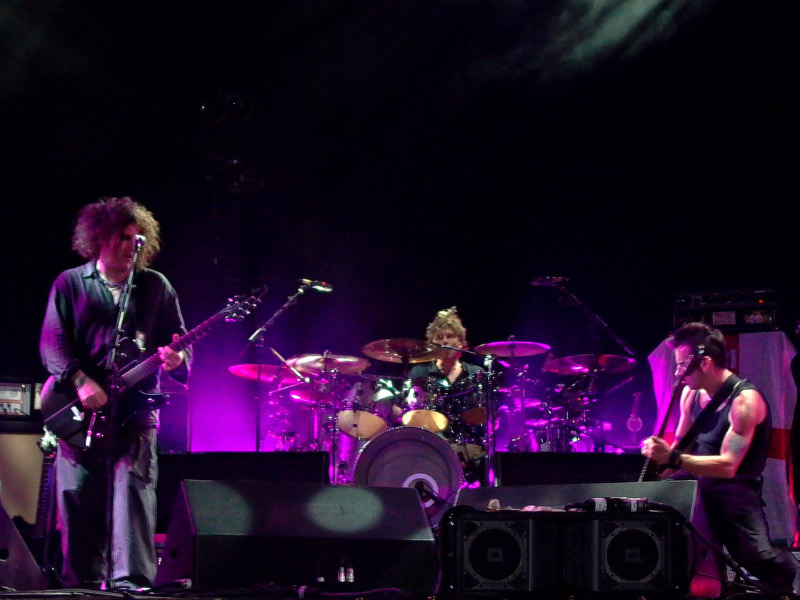
Концерт The Cure в 2004. Слева направо: Роберт Смит, Джейсон Купер и Саймон Гэллап

В мае 2005 года Роджер О’Доннелл и Пэрри Бэмоунт были уволены из группы. По словам О’Доннелла, Смит сказал ему, что намеревался урезать группу до трёх человек. Ранее О’Доннелл говорил, что узнал о датах тура только благодаря фан-сайту группы. Оставшиеся члены группы — Смит, Гэллап и Купер — несколько раз выступали как трио, пока в июне того же года не было объявлено о возвращении в состав Порла Томпсона, который стал полноценным участником выступлений на летних фестивалях, в том числе на Live 8 в Париже 2 июля. Чуть позже группа записала кавер на композицию Джона Леннона «Love» для альбома Make Some Noise. 1 апреля 2006 года The Cure выступили в Альберт-холле на благотворительном концерте организации Teenage Cancer Trust. Это было последнее выступление группы в том году. В декабре вышел концертный DVD The Cure: Festival 2005, включающий тридцать песен из турне 2005 года.
The Cure приступили к записи материала для своего тринадцатого альбома в 2006 году. Сначала Смит планировал записать двойной альбом. В августе, в самый последний момент, группа объявила, что в связи с работой над альбомом их осеннее североамериканское турне переносится с осени 2007 года на весну 2008 года. Альбом 4:13 Dream был издан осенью 2008 года и получил смешанные отзывы как в прессе, так и среди фанатов. Перед релизом пластинки The Cure выпускали по одному синглу каждое тринадцатое число с мая по август, а в сентябре издали EP Hypnagogic States, весь доход от которого перечислялся в фонд американского Красного Креста. 25 февраля 2009 года группа победила в номинации Godlike Genius («Богоподобный гений») и выступила на церемонии ShockWaves NME Awards 2009 года на O2 Арене в Лондоне.
5 сентября 2011 года The Cure стали хэдлайнерами фестиваля «Bestival» на острове Уайт, сыграв с вернувшимся в состав клавишником Роджером О’Доннелом. 5 декабря запись выступления была издана как двойной концертный альбом Bestival Live 2011. Пластинка состоит из 32 композиций и издана на независимом лейбле Sunday Best. Bestival Live стал первым концертным альбомом группы с 1993 года. В 2012 году The Cure выступили хедлайнерами на ряде летних фестивалей в Европе, среди них Primavera Sound в Барселоне, Maxidrom в Москве (это первое выступление группы в России), фестиваль в Роскилле и фестивали Рединг и Лидс. Вторым гитаристом в туре вместо Томпсона стал Ривз Гэбрелс. В 2013 году группа отыграла на нескольких крупных американских и азиатских рок-фестивалях.
В 2014 году The Cure приняли участие в записи трибьют-альбома Пола Маккартни The Art of McCartney, для которого записали кавер-версию песни The Beatles «Hello, Goodbye» вместе с сыном музыканта Джеймсом Маккартни. В 2016 году группа дала первый с 2008 года большой тур по Северной Америке со сдвоенными и строенными концертами в Нью-Йорке, Чикаго и Новом Орлеане. На концерте в Новом Орлеане 10 мая 2016 года The Cure исполнили новые песни «Step Into the Light» и «It Can Never Be the Same».

### Songs of a Lost World(с 2018 года)
В апреле 2018 года Смит сообщил, что группа работает в студии над новым альбомом, который намеревается выпустить в 2019 году. В марте 2019 года The Cure были введены в Зал славы рок-н-ролла, исполнив на церемонии пять песен. В составе группы в Зал славы были включены все действующие участники — Гэбрелс, Гэллап, Купер, О’Доннелл, Смит, а также Бэмоунт, Демпси, Толхерст, Томпсон и Уильямс; по слухам, на добавлении Гэбрелса, игравшего с группой только с 2012 года, настоял Смит как на условии своего участия в церемонии. Тогда же в интервью Rolling Stone Смит рассказал, что группа записала 19 новых песен В ходе летнего концертного тура The Cure стали хедлайнерами последнего дня «фестиваля в Гластонбери». Тогда же в интервью New Musical Express Смит сказал, что у группы набралось материала на два альбома — «один оптимистичный, другой пессимистичный», они собираются перезаписать три или четыре песни, но выпустить альбом до конца года. На двух фестивалях 2019 года — Fuji Rock в Японии в июле и Austin City Limits в Остине (США) — многолетний басист Саймон Гэллап не смог выступить «по личным причинам», и его заменил его сын Иден. На церемонии вручения музыкальных наград NME Awards в феврале 2020 года Смит подтвердил, что группа записывает два альбома, один из которых выйдет «определённо» в 2020 году, и сказал, что хочет выпустить «час нойза» как сольный альбом.
14 августа 2021 года Гэллап опубликовал в Facebook пост, в котором заявил, что покидает группу. Позже он удалил пост, а в октябре подтвердил, что остаётся в The Cure.
В 2022 году The Cure поддержали украинцев, пострадавших в результате вторжения России на Украину 24 февраля 2022 года, созданием мерча с цитатой из песни Lovesong: «Как бы далеко ты ни была — я буду всегда любить тебя». Надпись на английском языке выполнена в желто-синих цветах украинского флага. Деньги от покупки футболки будут поступать организации ООН, занимающейся помощью украинским беженцам.
В марте 2022 года Смит сказал, что один из двух планируемых альбомов закончен и получит название Songs of a Lost World. В туре Lost World, который начался в октябре 2022 года, The Cure исполнили несколько новых песен и впервые с 2005 года в состав группы вернулся Перри Бэмоунт.
В сентябре 2024 года подписчики рассылки фанклуба получили открытки со словами Songs for a Lost World и числами 1, 11 и 24, указывающие на день выхода альбома — 1 ноября 2024 года. В день выхода альбома The Cure исполнили его целиком на концерте в Лондоне. Новый альбом получил восторженную прессу и дебютировал на первом месте в британском чарте впервые после Wish и на четвёртом — в Billboard 200 (самая высокая позиция со времён Wish).

## Видеоклипы
Ранние клипы The Cure были низкого качества, что признавали и сами музыканты. Толхерст говорил: «Эти видео были абсолютной катастрофой; мы не были актёрами и не могли донести до зрителей свою индивидуальность». Ситуация изменилась после выхода «Let’s Go to Bed», первого клипа, снятого в сотрудничестве с режиссёром Тимом Поупом. Поуп добавил в клипы The Cure элемент игры. Как сказал Поуп в интервью Spin, он «всегда считал, что у них есть и такая сторона, просто её никогда не показывали».
В 1980-х Поуп постоянно работал с группой, и его клипы сыграли свою роль в росте популярности The Cure. По словам Неда Рэггетта (Allmusic), его клипы стали синонимом The Cure. Сам Поуп отзывался о The Cure так: «Роберт Смит действительно понимает камеру. Его песни очень киногеничны. Я имею в виду вот что: на первом уровне лежат все эти глупость и юмор, но под ними — психологические мании и клаустрофобия [Смита]».

## Стиль и влияние

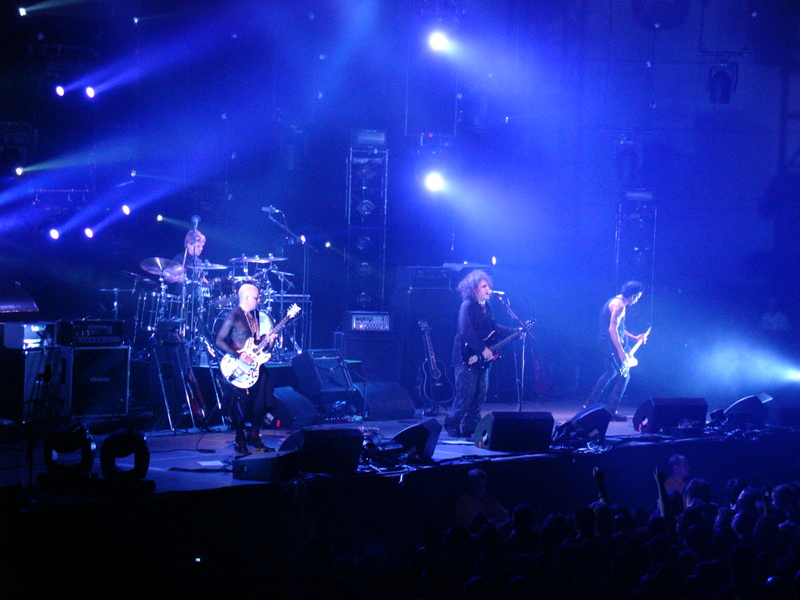
The Cure в Лиссабоне (2008 год)

Различные вариации логотипа, используемые группой в разные периоды существования

The Cure считаются одними из создателей и наиболее значительных фигур постпанка и готик-рока. При этом сам Смит возражал против того, чтобы его группу ассоциировали с готик-роком: «Печально, что на нас навешивают ярлык „готов“. Мы не классифицируемы. Наверное, вначале мы играли постпанк, но в целом это невозможно». Смит отзывался о готик-роке как о «невероятно скучной и монотонной музыке. Что-то заупокойное». При этом The Cure играли и позитивную поп-ориентированную музыку. Как отмечал автор Spin, «The Cure всегда были одним из двух: либо <…> Роберт Смит плавает в готической печали, либо своими подведёнными губной помадой пальцами наигрывает сладкий, похожий на сахарную вату поп».
Отличительной чертой группы является узнаваемый вокал Смита. Смит не обладает широким вокальным диапазоном, но использование вибрато, нарочитое выделение ключевых слов, изменение скорости пения делают пение Смита эмоциональным и чувственным.
The Cure стали одной из первых альтернативных групп, кто смог войти в чарты и добиться коммерческого успеха, когда альтернативный рок ещё не стал частью мейнстрима. В 1992 году NME охарактеризовал The Cure как «готический конвейер по производству хитов (на данный момент — 19), международный феномен, и, однако же, самую успешную альтернативную группу, когда-либо скорбно странствовавшую по земле». В 1980-х годах The Cure были более успешны, чем такие их современники, как The Smiths и Happy Mondays, хотя в 1990-х годах популярность группы пошла на убыль.
Среди групп, на которые повлияли The Cure, — The Smashing Pumpkins, Slowdive, Ride, Spoon, Beach House, Chvrches, Blink-182, Manic Street Preachers, AFI, Deftones, Placebo, Mogwai, Korn, Foals, Converge, Thursday, Alvvays, а также такие исполнители постпанк-ривайвла как Editors, Interpol, Bloc Party, The Rapture и Hot Hot Heat. Лидер Interpol Пол Бэнкс говорил: «The Cure — это группа, которая повлияла на нас всех в Interpol. В молодости я много их слушал. Карлос [басист Карлос Денглер] тоже. По правде говоря, его манера игры на гитаре и клавишных сложилась именно под их влиянием. Что касается меня, то Роберт Смит был одним из примеров: ты не можешь быть Робертом Смитом, если ты не Роберт Смит. Это одна из групп, которая повлияла на Interpol больше всего, потому что мы все их любим. Они легенды».
Творчество The Cure оказало большое влияние на русский рок в целом и на многих его ведущих представителей. Так, многие критики отмечали влияние The Cure в музыке «Кино». «Агата Кристи» заимствовала у The Cure и музыкальную составляющую, и сценический имидж. Константин Кинчев увлекался творчеством The Cure и позаимствовал мотив песни «Kyoto Song», ставшей в исполнении группы «Алиса» песней «Театр теней». Среди других русских рок-музыкантов, признававшихся во влиянии The Cure, Сергей Бобунец и Олег Нестеров. По замечанию Бориса Барабанова, «русская рок-музыка, от „Кино“ и „Алисы“ до „Агаты Кристи“ и „Смысловых галлюцинаций“, процентов на восемьдесят вдохновлена The Cure».
Песни The Cure были важным источником вдохновения для автора комикса «Ворон» Джеймса О’Барра, в комиксе, впервые вышедшем в 1989 году, строки из них неоднократно цитируются. Песни группы использовались в нескольких десятках кинофильмов. Специально для экранизации «Ворона» (1994) музыканты записали песню «Burn», для сериала «Секретные материалы» был записан трек «More than This», для фильма «Судья Дредд» (1995) — заглавная тема «Dredd Song». Эти песни не выходили в альбомах и были впервые изданы в сборнике Join the Dots: B-Sides & Rarities в 2004 году. Песня «Boys Don’t Cry» дала названию фильму «Парни не плачут», а «Just Like Heaven» — фильму «Между небом и землёй». В последнем фильме заглавную песню перепела Кэти Мелуа. В 1990 году бывший вокалист Nosferatu Гэри Кларк основал кавер-группу The Cureheads.

## Дискография
Студийные альбомы
| Год  | Альбом                    |
| ---- | ------------------------- |
| 1979 | Three Imaginary Boys      |
| 1980 | Seventeen Seconds         |
| 1981 | Faith                     |
| 1982 | Pornography               |
| 1984 | The Top                   |
| 1985 | The Head on the Door      |
| 1987 | Kiss Me, Kiss Me, Kiss Me |
| 1989 | Disintegration            |
| 1992 | Wish                      |
| 1996 | Wild Mood Swings          |
| 2000 | Bloodflowers              |
| 2004 | The Cure                  |
| 2008 | 4:13 Dream                |
| 2024 | Songs of a Lost World     |

## Состав
Состав The Cure постоянно менялся, и единственным бессменным участником группы является вокалист, гитарист и основной автор песен Роберт Смит. С 1979 года с небольшим перерывом на начало 1980-х на бас-гитаре играет Саймон Гэллап. Последнее изменение состава произошло в 2022 году, когда в The Cure вернулся гитарист и клавишник Перри Бэмоунт.

### Текущий состав
- Роберт Смит — вокал, гитара, клавишные, шестиструнный бас (1976—наши дни)
- Саймон Гэллап — бас-гитара, клавишные (1979—1982, 1985—наши дни)
- Роджер О’Доннелл — клавишные (1987—1990, 1995—2005, 2011—наши дни)
- Перри Бэмоунт — клавишные, гитара, шестиструнный бас (1990—2005, 2022-наши дни)
- Джейсон Купер — ударные (1995—наши дни)
- Ривз Гэбрелс — гитара, шестиструнный бас (2012—наши дни)

### Бывшие участники
- Майкл Демпси — бас-гитара (1976—1979)
- Лол Толхерст — ударные (1976—1982, 2011), клавишные (1981—1988, 2011)
- Мэтью Хартли — клавишные (1979—1980)
- Энди Андерсон — ударные (1984), умер в 2019 году[134]
- Фил Торнелли — бас-гитара (1983—1985)
- Борис Уильямс — ударные (1984—1994, 2001)
- Порл Томпсон — гитара (1976—1978, 1984—1992, 2005—2010), клавишные (1984—1992)